# U 984
U 984 war ein deutsches U-Boot vom Typ VII C, das von der ehemaligen deutschen Kriegsmarine im Zweiten Weltkrieg eingesetzt wurde. Das Boot gehörte zur 9. U-Flottille in Brest. Kommandant war Oberleutnant Heinz Sieder.

## Kommandant
Heinz Sieder wurde am 28. Juni 1920 in München geboren und trat im Herbst 1938 als Offiziersanwärter in die Kriegsmarine ein. Er war somit Mitglied der Crew 38, dem Offiziersjahrgang dieses Jahres. Nach der Bordausbildung auf der Gorch Fock wurde er im Folgejahr zum Seekadett befördert. Der weiteren Bordausbildung auf dem Linienschiff Schlesien schloss sich der Hauptlehrgang für Fähnriche an der Marineschule in Flensburg-Mürwik an. Dieser wurde am 1. Dezember 1939 mit der Beförderung zum Fähnrich zur See beendet. Heinz Sieder wurde im August 1940 zum Oberfähnrich zur See und im Frühjahr 1941 zum Leutnant zur See befördert. Zur Jahreswende 1941/1942 nahm er an der Baubelehrung für U 440 teil, auf dem er unter Kommandant Hans Geißler bis zum Frühjahr 1943 als 1. WO fuhr. Am 1. April 1943 erhielt Heinz Sieder die Beförderung zum Oberleutnant zur See und übernahm im Juni desselben Jahres das Kommando auf U 984.

## Geschichte
Das U-Boot der Klasse VII C wurde am 7. September 1942 in der Hamburger Werft Blohm & Voss auf Kiel gelegt. Nach Ausbildungsfahrten bei der 5. U-Flottille lief das Boot am 30. Dezember 1943 von Kiel zur Überführung nach Brest aus, wo es am 24. Februar 1944 eintraf. Von dort aus unternahm es insgesamt vier Feindfahrten.

### Operation Neptun
Während des Einsatzes gegen die Invasionsflotte der Alliierten vom 6. bis 10. Juni 1944 lieferte sich das Boot erste Gefechte mit Zerstörern, schoss mehrere Torpedos auf diese ab, wurde durch Fla-Waffen beschossen und mit Wasserbomben verfolgt. Die vom Kommandanten Sieder gemeldeten Torpedotreffer auf einem Zerstörer konnten aber nie belegt werden. Während eines weiteren Einsatzes vom 12. bis 19. Juni 1944 beschoss U 984 am 13. Juni 1944 erfolglos eine Fregatte mit der Kennung A 466. Auf Grund der Vielzahl feindlicher Schiffe konnte es die Fahrt nur mit Schnorchel fortführen. Durch diese Vorrichtung war es möglich, die Dieselmotoren des U-Boots – da Abluft gewährleistet ist – auch unter Wasser zu betreiben, was wiederum dafür genutzt werden kann, die Elektromotoren des Bootes wiederaufzuladen. Die Vielzahl an alliierten Schiffen, die im Verlauf der Operation Neptun auf See waren und die zusätzlich verstärkte Luftüberwachung machten es U 984 unmöglich, eine ausreichend lange "Schnorchelzeit" zu erreichen. Das Boot musste schließlich wegen leerer Batterien St. Peter Port auf Guernsey anlaufen. Hier war das Boot einer Bombardierung durch Jagdbomber ausgesetzt. Hierbei schlugen Bomben nahe dem Boot ins Hafenbecken ein, jedoch wurde U 984 nicht beschädigt.

### Geleitzugschlacht gegen EMC17
Der Einsatz wurde am 21. Juni 1944 von St. Peter Port aus fortgesetzt. Am 25. Juni 1944 beschädigte U 984 den britischen Zerstörer Goodson (1.300 t). Kommandant Sieder meldete das Schiff als versenkt, tatsächlich konnte der Zerstörer jedoch von einem anderen britischen Schiff ins Schlepptau genommen und nach Portland eingeschleppt werden. Beim Anlaufen auf den Geleitzug EMC17 beschädigte U 984 am 29. Juni 1944 auch die amerikanischen Schiffe Henry G. Blasdel (7.176 BRT) (Lage), James A. Farell (7.176 BRT) (Lage) sowie John A. Treutlen (7.176 BRT) (Lage) derart nachhaltig, dass alle drei Dampfer von der Besatzung aufgegeben werden mussten und als Totalverlust deklariert wurden. Zudem beschädigte U 984 die Edward M. House (7.240 BRT). Im Laufe der Rückfahrt wurde U 984 durch ein unidentifiziertes Schiff am 1. Juli 1944 mit Maschinenwaffen beschossen und erreichte am 5. Juli den Heimathafen Brest. Auf Basis der Erfolgsmeldungen wurde Kommandant Sieder am 8. Juni das Ritterkreuz des Eisernen Kreuzes verliehen. Zu diesem Zeitpunkt hatte das Oberkommando der Marine als Versenkungserfolge zwei Zerstörer, eine Fregatte und drei Dampfer (mit 24.000 BRT) anerkannt.

## Verbleib
Am 26. Juli 1944 lief U 984 aus Brest aus. Als Operationsgebiet war die Seinebucht vorgesehen. Am 16. August befahl die U-Bootführung jedoch, die Fahrt abzubrechen und nach Brest zurückzukehren. Von diesem Zeitpunkt an konnte kein weiterer Kontakt zu U 984 mehr hergestellt werden. Laut Angaben alliierter Stellen wurde das Boot am 20. August 1944 durch die kanadischen Zerstörer Ottawa, Kootenay und Chaudiere vor der Hafeneinfahrt von Brest versenkt (Lage).